# Evert Marie Bruins
Evert Marie Bruins (Woudrichem, 4 januari 1909 - Amsterdam, 20 november 1990) was een Nederlands natuurkundige, wiskundige en wiskundehistoricus.

## Biografie
Bruins ging naar het gymnasium in Amsterdam, waar hij Latijn en Grieks leerde, en studeerde wiskunde, natuurkunde en scheikunde aan de Universiteit van Amsterdam, waar hij assistent experimentele natuurkunde werd. Hij studeerde aardmagnetisme onder Jacob Clay en nam halverwege de jaren dertig deel aan een onderzoeksexpeditie op de Boskoop in de Noordzee, de Zuid-Atlantische Oceaan en de Stille Oceaan. Hij bestudeerde straling in de atmosfeer en ontdekte de Van Allengordel in zijn proefschrift met de titel Cosmische stralen in het aardmagnetisch veld (1938, cum laude), dat door het uitbreken van de Tweede Wereldoorlog kort daarna echter internationaal weinig aandacht kreeg. Hij was vice-directeur van het Instituut voor Natuurkunde aan de Universiteit van Amsterdam in 1935 en doceerde ook wiskunde na zijn verhuizing naar de Faculteit der Wiskunde rond de tijd van de Tweede Wereldoorlog. Daar ontving hij, na een docentschap in de analyse, een lectoraat toegepaste wiskunde, dat hij tot 1969 behield. Van 1952 tot 1954 en 1955/56 was hij gasthoogleraar wiskunde aan de Universiteit van Bagdad, waar hij het Instituut voor Wiskunde oprichtte. Daar kon hij ook zijn interesse in wiskundige spijkerschriftteksten nastreven. In 1969 werd hij hoogleraar geschiedenis van de wiskunde in Amsterdam. In 1979 ging hij met pensioen.

## Expertise
Bruins hield zich vooral bezig met Egyptische, Babylonische en Griekse wiskunde (en beheerste de daarbij behorende talen en schrift). Hij had ook kennis van het Arabisch, Russisch en een aantal Europese talen.
Met Marguerite Rutten redigeerde hij in 1961 Textes mathématiques de Suse (wiskundige spijkerschriftteksten uit Susa) en in 1964 publiceerde hij de Codex Constantinopolitanus Palatii Veteris, die de enige overgebleven tekst bevat van de Metrica van Heron van Alexandrië (op de terugweg uit Bagdad had hij het manuscript in Istanboel gefotografeerd).
Als historicus van de wiskunde gebruikte hij zijn mentale rekenvaardigheden en kennis van numerieke methoden om de algoritmische processen in oude hiërogliefen of spijkerschriftteksten te reconstrueren. Hij hield ervan om andere interpretaties, zoals die van Otto Neugebauer, uit te dagen, wat af en toe leidde tot controverses waarin hij hartstochtelijk zijn mening verdedigde. Hij was bijvoorbeeld van mening dat een bekwame Egyptische rekenaar de bekende conversietabellen van breuken van de vorm
{\displaystyle {\frac {2}{n}}} in sommen van stamfracties van de vorm
{\displaystyle {\frac {1}{n}}} (die de Egyptenaren gebruikten voor rationale getallen) in één dag zou kunnen uitwerken in tegenstelling tot een veel langere tijd zoals algemeen werd aangenomen.
Een originele bijdrage van hem was dat hij het begin van een niet-euclidische meetkunde zag in Zeno van Sidon. Dit werd onder meer afgewezen door Kurt von Fritz.
Hij onderhield een uitgebreide correspondentie en reisde veel.
Vanaf 1957 was Bruins mederedacteur en vanaf 1963 enig redacteur van het tijdschrift Janus, dat na zijn dood stopte met publiceren.
Als wiskundige hield hij zich veel bezig met de invariantentheorie van Roland Weitzenböck, die in Nederland invloedrijk was, en ook met niet-euclidische meetkunde.
Zijn enige promovendus was Yvonne Dold-Samplonius.

## Werken (selectie)
- Cosmische stralen in het aardmagnetisch veld (1938).
- Fontes mathesos. Hoofdpunten van het prae-griekse en griekse wiskundig denken, Leiden 1953
- Inleiding in de mathesis. H.J. Paris, Amsterdam (1962), pp. 348.
- Met Marguerite Rutten: Textes mathématiques de Suse, Mémoires de la mission archéologique en Iran, 34, Paris 1961
- Interpretation of cuneiform mathematics, Physis, Band 4, 1962, S. 277–341
- Niet-euclidische euclidische meetkunde, Euclides, Band 39, 1963, S. 1–15
- Codex Constantinopolitanus Palatii Veteris, 3 volumes, Leiden 1964
- La géométrie non-euclidéenne dans la antiquité, Paris, Publ. Université de Paris, 1968

- Bibsys: 90962005
- Bibliothèque nationale de France: cb13486395q (data)
- CiNii: DA15541252
- International Standard Name Identifier: 0000 0000 6654 9670
- Library of Congress Control Number: n90666334
- Mathematics Genealogy Project: 114260
- Nationale Bibliotheek van Israël: 987007339113405171
- Nederlandse Thesaurus van Auteursnamen: 102105359
- Réseau des bibliothèques de Suisse occidentale: 02-A003050003
- Système universitaire de documentation: 067063888
- Virtual International Authority File: 62590040
- WorldCat: E39PBJrm4QqJJXbfTtcmfRwBfq